# Máscara de sombra

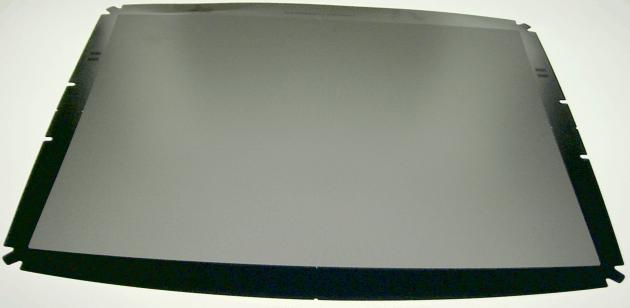
Una máscara de sombra

La máscara de sombra es una de las dos principales tecnologías usadas para fabricar televisores y pantallas de ordenador de tubos de rayos catódicos (CRT) que producen imágenes en color (la otra es la rejilla de apertura). Los minúsculos agujeros realizados en la placa metálica separan los fósforos de color en la capa situada detrás del vidrio frontal de la pantalla. Los fósforos para cada píxel rojo, verde, y azul están ordenados generalmente en forma triangular (a veces denominada triad). Todos los primeros televisores en color y la mayoría de los monitores de ordenador, del pasado y del presente, utilizan la tecnología de máscara de sombra.
Tradicionalmente, las máscaras de sombra se han fabricado de materiales en los que las variaciones de temperatura hacían que se expandieran y contrajeran hasta el punto de afectar al funcionamiento. La energía que absorbe la máscara de sombra del disparador de electrones durante el funcionamiento normal hace que se caliente y expanda, lo que conduce a imágenes desenfocadas o descoloradas (véase doming). La máscara de sombra de invar, que está compuesta por una aleación de hierro y níquel llamada invar, se expande y contrae mucho menos que otros materiales en respuesta a los cambios de temperatura. Esta propiedad permite que las pantallas fabricadas con esta tecnología puedan proporcionar una imagen más clara y precisa. También reduce la cantidad de tensión a largo plazo y daños en la máscara de sombra como resultado de ciclos de expansión y contracción repetidos, así como también aumenta la vida prevista de la pantalla.
Mientras que durante mucho tiempo se ha considerado que la tecnología de apertura de rejilla producía imágenes de calidad superior, los avances en las máscaras de sombra y tecnologías híbridas desde los años 90 han hecho que la toma de decisiones sea más una cosa de opinión personal o aplicaciones específicas. La llegada de monitores LCD económicos y otros diseños de pantalla plana supone un desafío tanto para el largo reinado de los CRTs de apertura por rejilla y los de máscara de sombra, así como para la tecnología que se encuentra tras las pantallas a las que miramos.